# يوشيتو أوسوي
يوشيتو أوسوي (باليابانية: 臼井 儀人) مواليد 21 أبريل 1958 في شيزوكا، شيزوكا، شيزوكا، اليابان - الوفاة 11 سبتمبر 2009 في غونما، اليابان، هو فنان مانغا ياباني. من أعماله كرايون شين تشان.

## وفاته
في 12 سبتمبر 2009 أعلنت عائلته عن فقدانه من مسقط رأسه كاسوكابي، سايتاما عندما لم يعد من رحلة تنزه على الأقدام بقرب محافظة غونما. في 19 سبتمبر عثر على جثة بملابس مطابقة لتلك المذكورة في التقرير الذي تقدمت به أسرة أوسوي في أسفل منحدر في أحد الجبال في غونما. تم تأكيد أن الجثة تعود له من خلال سجلات الأسنان ثم من خلال تعرف أفراد الأسرة عليه في اليوم التالي.

## روابط خارجية
- يوشيتو أوسوي على موقع IMDb (الإنجليزية)
- يوشيتو أوسوي على موقع ميوزك برينز (الإنجليزية)
- يوشيتو أوسوي على موقع قاعدة بيانات الفيلم (الإنجليزية)
- يوشيتو أوسوي على موقع ANN person (الإنجليزية)